# Effondrement d'édifice à Lagos en 2016
 (mars 2020).
Si vous disposez d'ouvrages ou d'articles de référence ou si vous connaissez des sites web de qualité traitant du thème abordé ici, merci de compléter l'article en donnant les références utiles à sa vérifiabilité et en les liant à la section « Notes et références ».
L'effondrement d'édifice à Lagos en 2016 est l'effondrement d'un immeuble de cinq étages survenu le 8 mars 2016 dans le district de Lekki, à Lagos, au Nigéria . Au moins 34 personnes ont été tuées. 13 autres personnes ont été tirées vivantes du bâtiment effondré lors d'une opération de sauvetage qui s'est terminée tard le 10 mars.

## Enquête
Ibrahim Farinloye, de l'Agence nationale de gestion des urgences du Nigéria, a déclaré dans un communiqué que "l'enquête sur la cause de l'effondrement a commencé par diverses agences fédérales et étatiques". Le gouvernement de l'État de Lagos a déclaré dans un communiqué que les rapports préliminaires suggéraient que la construction du bâtiment était illégale, les constructeurs ayant reçu un avis d'infraction pour dépassement du nombre d'étages autorisés. Les propriétaires de l'immeuble ont apparemment "scellé criminellement la propriété et continué de construire au-delà des étages approuvés". De fortes pluies s'étaient également produites dans la région, certains indiquant que c'était un facteur aggravant.
Victor Suru, un maçon travaillant sur le bâtiment, a déclaré: "Après qu'ils (les propriétaires) ont fini de construire la maison, la pluie est tombée et la maison s'est un peu déplacée. Ils ont mis du fer devant la maison, (mais) le fer ne pouvait pas tenir la maison. Ils l'ont laissée comme ça et ont continué à construire."